# ショーン・メイ
ショーン・メイ（Sean Gregory May、1984年4月4日 - ）はアメリカ合衆国イリノイ州シカゴ出身の元バスケットボール選手。ポジションはパワーフォワード。

## 経歴
イリノイ州シカゴで生まれたメイはインディアナ州ブルーミントンで育ち、高校ではジャレッド・ジェフリーズとチームメイトであった。名門ノースカロライナ大学に進んだメイはレイモンド・フェルトン、ラシャード・マキャンツらとともに2005年のNCAAトーナメントで優勝を果たした。
2005年のNBAドラフトでシャーロット・ボブキャッツに全体13位で指名されてNBA入り。サマー・リーグではMVPに選ばれる活躍を見せ、華々しいデビューを飾るかに思われたが、同年12月に右膝を怪我してシーズンを棒に振る。翌年も右膝の経過が思わしくなく、2007年10月5日にマイクロフラクチャー手術を受けることを明かし、2007-2008シーズンを棒に振ることとなった。

## その他
- 「可以」というタトゥーをいれている。中国語で「できる」という意味。

## 個人成績

### NBAレギュラーシーズン
| シーズン | チーム | GP | GS | MPG  | FG%  | 3P%  | FT%  | RPG | APG | SPG | BPG | TO   | PPG  |
| -------- | ------ | -- | -- | ---- | ---- | ---- | ---- | --- | --- | --- | --- | ---- | ---- |
| 2005–06  | CHA    | 23 | 1  | 17.3 | .409 | .000 | .766 | 4.7 | 1.0 | .7  | .5  | 1.43 | 8.2  |
| 2006–07  | CHA    | 35 | 8  | 23.9 | .500 | .667 | .768 | 6.7 | 1.9 | .5  | .7  | 1.60 | 11.9 |
| Career   |        | 58 | 9  | 21.3 | .469 | .250 | .767 | 5.9 | 1.5 | .6  | .6  | 1.43 | 10.4 |